# 摩托浪漫旅
《摩托浪漫旅》是日本的Polyphony Digital公司以跑車浪漫旅系列為藍本而開發的競速遊戲，該遊戲對應PS2。2006年1月26日首先在香港及台灣推出中文版，之後同年2月2日在日本推出日文版，北美版於4月4日推出，歐洲版於5月26日推出，歐洲版比之前的版本增加更多的歐洲品牌電單車。

## 遊戲內容
《摩托浪漫旅》的玩法跟跑車浪漫旅系列大同小異，同樣設有快速模式及稱為「Tourist Trophy世界」的賽車歷程模式，賽車歷程模式有考牌，但沒有金錢要素，玩家需要在比賽中取得冠軍方可得到電單車。

## 外部連結
- Tourist Trophy全球官方網站